# Kuća na cesti u Lokvi Rogoznici
Kuća na cesti, kuća u Lokvi Rogoznici, Grad Omiš, zaštićeno kulturno dobro.

## Opis dobra
Kamenu stambeno-gospodarsku katnicu položenu uz cestu u Lokvi Rogoznici podigao je i ukrasio 1818. godine Petar Knežević, mjesni kovač koji se bavio i kamenoklesarskom djelatnošću. Izgrađena je na strmom terenu te joj je ulaz na kat s ceste, a ulaz u konobu u prizemlju. Građena je kamenim klesancima. Pročelje prema cesti ukrašeno je s dva niza plitkih kamenih reljefa koji prikazuju alate, oružje, životinje, kršćanske simbole, grb Kneževića te natpis: UKLESA ZA SE PETRA VICKA KNEŽEVIĆ MDCCCXVIII. Na jugoistočnoj strani građevine, gdje je nekad bila kovačnica, uz ulaz u konobu su još dva reljefa. U unutrašnjosti kuće su dvije freske slikara Josipa Kneževića, Petrova sina.

## Zaštita
Pod oznakom Z-5601 zavedena je kao nepokretno kulturno dobro - pojedinačno, pravna statusa zaštićena kulturnog dobra, klasificirano kao "profana graditeljska baština".